# Clásica de Almería
La Clásica de Almería est une course cycliste espagnole disputée au mois de mars puis de février dans la province d'Almería,  en Andalousie, au sud du pays, et arrivant dans la ville d'Almería puis à Roquetas de Mar. La Clásica de Almería a été organisée pour la première fois en 1986. Il s'agissait à l'époque d'une compétition amateure. Elle a intégré le circuit professionnel en 1992. Elle fait partie de l'UCI Europe Tour dans la catégorie 1.1 de 2005 à 2011. En 2012, la course est classée 1.HC. En 2020, elle intègre l'UCI ProSeries, le deuxième niveau du cyclisme international. Une course féminine existe depuis 2023.
Les sprinteurs italien Massimo Strazzer et allemand Pascal Ackerman sont les seuls coureurs à s'être imposés à deux reprises. Le vainqueur de l'édition 2007, l'Italien Giuseppe Muraglia a été déclassé pour dopage.

## Palmarès
| Année | Vainqueur                    | Deuxième                    | Troisième             |
| ----- | ---------------------------- | --------------------------- | --------------------- |
| 1986  | Miguel Ángel Martínez Torres |                             |                       |
| 1987  | Tomás Ortega                 |                             |                       |
| 1988  | José González                |                             |                       |
| 1989  | José Bernabé                 | Tomás Ortega                | Manuel Pascual Soler  |
| 1990  | Bernardo González Miñano     | Fernando Piñero Gallego     |                       |
| 1991  | Asier Guenetxea              |                             |                       |
| 1992  | Kenneth Weltz                | Alfonso Gutiérrez           | Abraham Olano         |
| 1993  | Viatcheslav Ekimov           | Eduardo Chozas              | Romes Gainetdinov     |
| 1994  | Johan Capiot                 | Assiat Saitov               | Jans Koerts           |
| 1995  | Jean-Pierre Heynderickx      | Jo Planckaert               | Edwig Van Hooydonck   |
| 1996  | Wilfried Nelissen            | Asier Guenetxea             | Jesper Skibby         |
| 1997  | Massimo Strazzer             | Max van Heeswijk            | Ján Svorada           |
| 1998  | Mario Traversoni             | Francesco Arazzi            | Óscar Freire          |
| 1999  | Ján Svorada                  | Nicola Minali               | Ángel Edo             |
| 2000  | Isaac Gálvez                 | Ján Svorada                 | Markus Zberg          |
| 2001  | Tayeb Braikia                | Markus Zberg                | Endrio Leoni          |
| 2002  | Massimo Strazzer             | Markus Zberg                | Marc Lotz             |
| 2003  | Luciano Pagliarini           | Massimo Strazzer            | Alexei Markov         |
| 2004  | Jérôme Pineau                | Thomas Voeckler             | Benjamín Noval        |
| 2005  | José Iván Gutiérrez          | Sergi Escobar               | David Muñoz           |
| 2006  | Francisco Pérez Sánchez      | Ricardo Serrano             | Adolfo García Quesada |
| 2007  | Giuseppe Muraglia            | Eduard Vorganov             | Vicente Ballester     |
| 2008  | Juan José Haedo              | Óscar Freire                | Graeme Brown          |
| 2009  | Greg Henderson               | Graeme Brown                | Stefano Garzelli      |
| 2010  | Theo Bos                     | Mark Cavendish              | Graeme Brown          |
| 2011  | Matteo Pelucchi              | José Joaquín Rojas          | Pim Ligthart          |
| 2012  | Michael Matthews             | Borut Božič                 | Roger Kluge           |
| 2013  | Mark Renshaw                 | Reinardt Janse van Rensburg | Francesco Lasca       |
| 2014  | Sam Bennett                  | Juan José Lobato            | Davide Viganò         |
| 2015  | Mark Cavendish               | Juan José Lobato            | Mark Renshaw          |
| 2016  | Leigh Howard                 | Alexey Tsatevitch           | Aleksejs Saramotins   |
| 2017  | Magnus Cort Nielsen          | Rüdiger Selig               | Jens Debusschere      |
| 2018  | Caleb Ewan                   | Danny van Poppel            | Timothy Dupont        |
| 2019  | Pascal Ackermann             | Marcel Kittel               | Luka Mezgec           |
| 2020  | Pascal Ackermann             | Alexander Kristoff          | Elia Viviani          |
| 2021  | Giacomo Nizzolo              | Florian Sénéchal            | Martin Laas           |
| 2022  | Alexander Kristoff           | Nacer Bouhanni              | Giacomo Nizzolo       |
| 2023  | Matteo Moschetti             | Arnaud De Lie               | Jordi Meeus           |
| 2024  | Olav Kooij                   | Matteo Moschetti            | Matteo Trentin        |
| 2025  | Milan Fretin                 | Max Kanter                  | Émilien Jeannière     |

## Statistiques
| Victoires | Coureur          | Pays      | Années       |
| --------- | ---------------- | --------- | ------------ |
| 2         | Massimo Strazzer | Italie    | 1997 et 2002 |
| 2         | Pascal Ackermann | Allemagne | 2019 et 2020 |

| Victoires | Pays                                                                                    |
| --------- | --------------------------------------------------------------------------------------- |
| 9         | Espagne                                                                                 |
| 6         | Italie                                                                                  |
| 4         | Australie Belgique                                                                      |
| 3         | Danemark                                                                                |
| 2         | Russie Allemagne Pays-Bas                                                               |
| 1         | Argentine Brésil France Irlande Nouvelle-Zélande République tchèque Royaume-Uni Norvège |